# Monte San Giovanni Campano
Monte San Giovanni Campano è un comune italiano di 11 854 abitanti della provincia di Frosinone nel Lazio, nella Valle Latina.

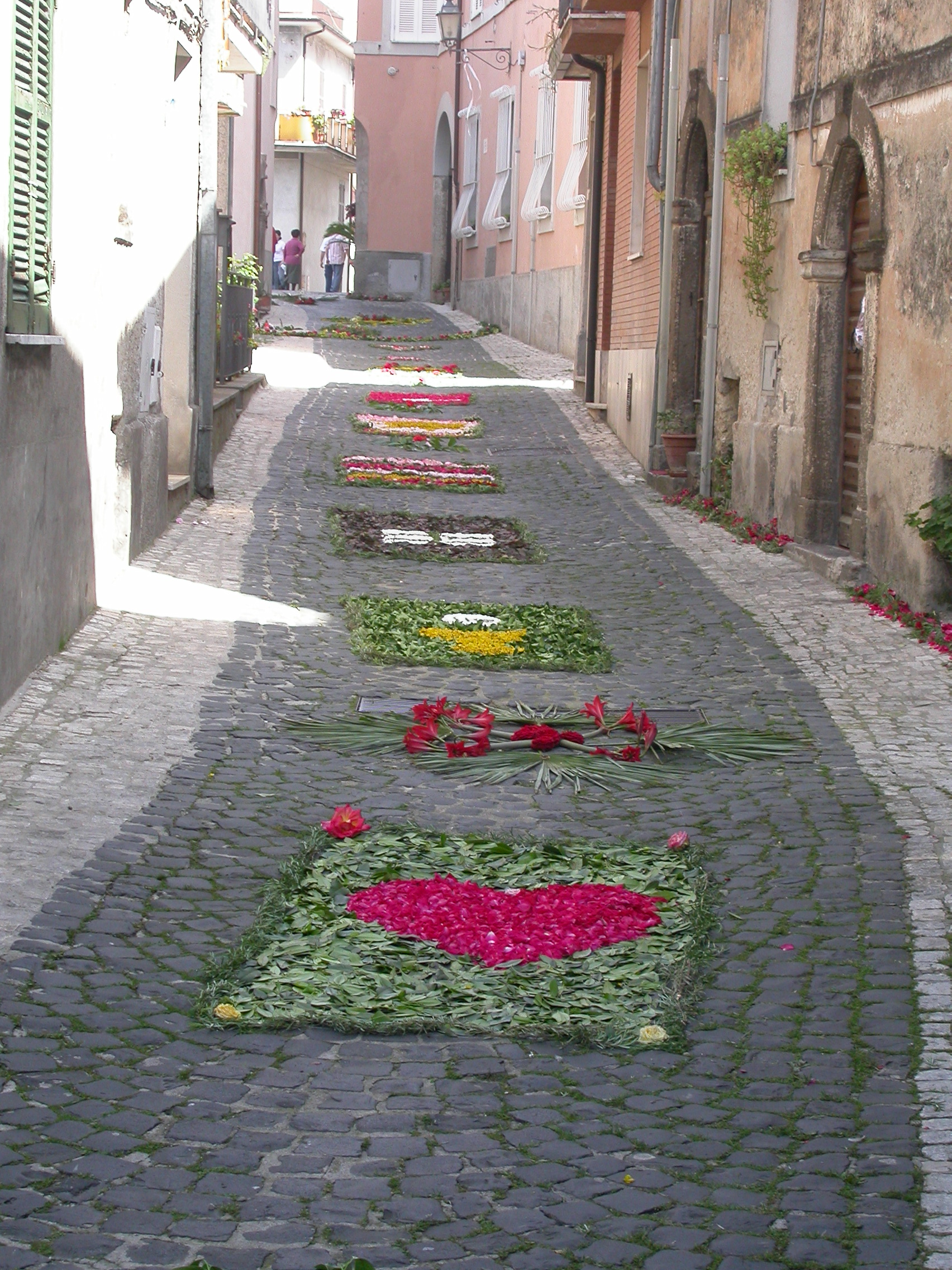
Infiorata a Colli

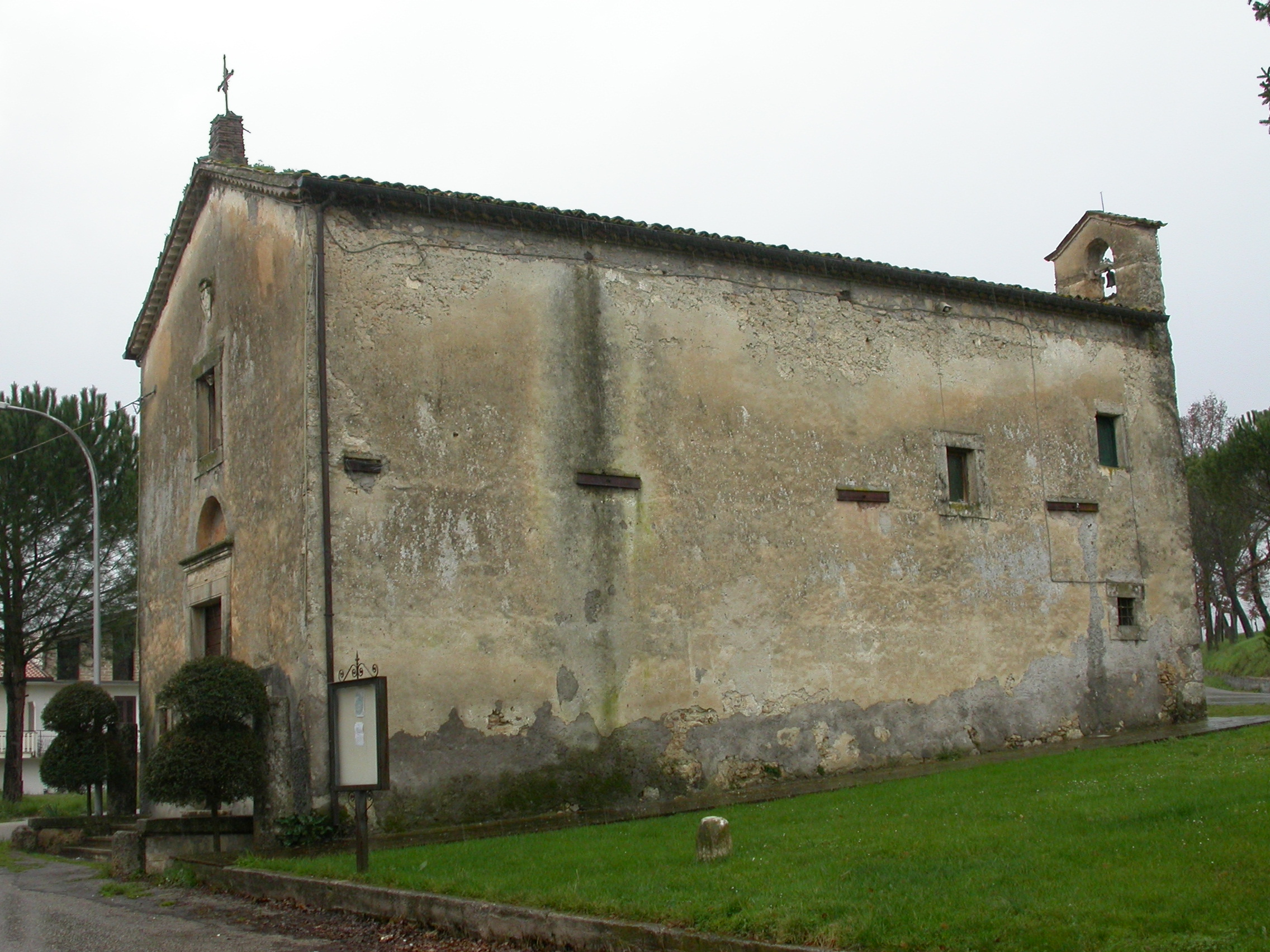
Madonna di Canneto

## Geografia fisica

### Territorio
Monte San Giovanni Campano è situato nel territorio dei Monti Ernici a 438 metri sul livello del mare.
Il territorio comunale si estende da nord a sud, presentando grandi differenze altimetriche. Da nord a sud, il territorio comunale interessa i monti Ernici, la che da Frosinone conduce a Sora, e le successive propaggini collinari, che digradano verso la valle del Sacco.
Tra le cime, quella della Punta dell'Ortica 1.731 m, del monte Pedicinetto 1.776 m, entrambe al confine con Veroli, monte Castellone 725 m, al confine con Castelliri.
Il territorio comunale è costeggiato dal fiume Liri; nell'interno scorre il torrente Amaseno che ne diventa affluente presso Campolato, nella campagna di Arce.

### Clima
Classificazione climatica: zona D, 2028 GR/G.

## Storia
Secondo lo storico locale Ireneo Pio Valeriani, l'abitato si sviluppò con il nome di Castelforte su una sella tra il colle roccioso su cui era sorto il castello (fine del X secolo) e il colle San Marco, nell'ambito del fenomeno dell'incastellamento medievale. Secondo un altro storico locale, Vincenzo Belli, l'origine dell'abitato risalirebbe al V secolo, per il trasferimento in luogo più sicuro degli abitanti della città romana di Cereate, situata a poca distanza a nord-ovest. Il primo insediamento sarebbe sorto nella bassura a nord-est, odierna località Ciavaito.
All'inizio del VI secolo sul versante sud-occidentale del colle San Marco (località Bellezza) era sorto un monastero benedettino, dedicato ai santi Giovanni Battista e Evangelista, secondo la tradizione fondato dallo stesso san Benedetto da Norcia, che avrebbe distrutto un tempio di Giano situato sul vicino Colianese. Dal monastero deriva il nome preso successivamente dalla località, di Monte San Giovanni, cui fu aggiunto l'aggettivo "Campano" per la lunga appartenenza alla provincia di Campagna e Marittima dello Stato Pontificio.
Nel 1495 Carlo VIII di Francia occupò il territorio di Campagna e Marittima dello Stato Pontificio, distruggendo il castello di Monte San Giovanni Campano e l'anno successivo, nel 1496 il Ducato di Sora, pur riuscendo a difendere la valle del Liri dall'assedio di Prospero Colonna e Federico I di Napoli, perse però Esperia e Monte San Giovanni Campano.
Nel 1867 fu campo di battaglia della campagna dell'Agro romano per la liberazione di Roma, la campagna militare condotta dai volontari di Giuseppe Garibaldi con lo scopo di conquistare Roma. In particolare, fu teatro di uno scontro in cui una trentina di volontari garibaldini (tra cui Raffaele de Bendetto, Giuseppe Bernardi e Giacomo Amoretti), barricati all'interno della casina Valentini, tenne per ore testa a quattrocento soldati pontifici, riuscendo infine a rompere l'accerchiamento e a ricongiungersi al grosso delle truppe (vedi anche Battaglia di Mentana).
Dopo il plebiscito del 1870 i territori dello Stato Pontificio, e quindi anche Monte San Giovanni Campano, entrarono a far parte del Regno d'Italia.

### Simboli
Lo stemma e il gonfalone del comune sono stati concessi con decreto del presidente della Repubblica del 26 luglio 2002.
Stemma
Gonfalone
Bandiera
La bandiera civica è stata concessa con D.P.R. del 13 luglio 2004.

### Onorificenze
Con Decreto del Presidente della Repubblica, il 30 novembre 2012, viene conferita alla città di Monte San Giovanni Campano la medaglia di bronzo al merito civile per gli episodi nei quali la popolazione si distinse negli anni della seconda guerra mondiale. Tale onorificenza viene celebrata dall'amministrazione e dalla cittadinanza il giorno 11 maggio 2013 mediante l'apposizione, nei locali d'ingresso del palazzo del Comune, di una lapide riportante testualmente le parole con cui il Presidente della Repubblica ha motivato il conferimento.

## Monumenti e luoghi d'interesse

### Architetture religiose
- Chiesa di San Pietro d'Arenula
- Chiesa collegiata, capoluogo
- Antica chiesa di Canneto
- Chiesa di San Lorenzo
- Chiesa di Sant'Antonio
- Antica Chiesetta di Sant'Onofrio eremita

### Architetture militari
- Castello di Monte San Giovanni Campano. Il castello, risalente alla fine del X secolo appartenne ai conti d'Aquino e tra il 1244 e il 1245 vi fu rinchiuso san Tommaso d'Aquino. Per la sua posizione strategica, ha svolto, per secoli la funzione di difesa dei confini meridionali dello Stato Pontificio. Fu distrutto dalle truppe di Carlo VIII nel 1495 e subì gravi danni nei terremoti del 1703 e del 1915, che costrinsero a demolire i tre piani superiori. Di proprietà privata, è stato restaurato a partire dal 1990. Comprende il palazzo ducale con le carceri sotterranee e con le stanze dove venne tenuto prigioniero san Tommaso, una delle quali trasformata in cappella, una torre maschia a pianta quadrata del XII secolo e una torre pentagonale del XIII secolo. Al castello vero e proprio fu aggiunto un palazzo rinascimentale, che costituisce un edificio separato, con fontana davanti all'ingresso.

### Siti archeologici
- Sito archeologico di Pozzo Faito
- Sito archeologico di Canneto

## Società

Il gonfalone comunale

### Evoluzione demografica
Abitanti censiti

### Religione
- Chiesa cattolica; fa parte della diocesi di Frosinone-Veroli-Ferentino. Presenti nuclei di religione Islamica.

### Tradizioni e folclore
- Festa patronale, festeggiata il 7 marzo.
- Festa della Madonna del Suffragio festeggiata la domenica in albis. Caratterizzata da una grandiosa processione e dalla imponente fiera di merci e bestiame. Termina dopo 7 giorni di festeggiamento mariano il giorno denominato dell'Ottavario con la risalita dell'effigie nella sua nicchia. Si conclude con un tripudio di fuochi pirotecnici.

## Cultura

### Istruzione

#### Musei
- Museo Ex Ospedale SS. Crocifisso, che espone opere di Luigi Centra.
- Museo dell'Associazione Culturale Colli.

#### Letteratura
Il poeta contemporaneo Massimiliano Giannocco, nel libro Novembre, vincitore nel 2021 del Premio letterario nazionale "Publio Virgilio Marone" e del secondo premio all'edizione dello stesso anno della "Ginestra di Firenze", ha dedicato una poesia a Monte San Giovanni Campano, intitolata Ode al latino borgo monticiano.

### Cucina
- Sagne e fagioli
- Fini fini, sottilissime fettuccine, condite con sugo di ragù

## Economia
Di seguito la tabella storica elaborata dall'Istat a tema Unità locali, intesa come numero di imprese attive, ed addetti, intesi come numero di addetti delle imprese locali attive (valori medi annui).
|                            | 2015                  |                              |                            |                |                       |                     | 2014                  |                | 2013                  |                |
| -------------------------- | --------------------- | ---------------------------- | -------------------------- | -------------- | --------------------- | ------------------- | --------------------- | -------------- | --------------------- | -------------- |
|                            | Numero imprese attive | % Provinciale Imprese attive | % Regionale Imprese attive | Numero addetti | % Provinciale Addetti | % Regionale Addetti | Numero imprese attive | Numero addetti | Numero imprese attive | Numero addetti |
| Monte San Giovanni Campano | 784                   | 2,33%                        | 0,17%                      | 1.851          | 1,74%                 | 0,12%               | 793                   | 1.815          | 828                   | 1.856          |
| Frosinone                  | 33.605                |                              | 7,38%                      | 106.578        |                       | 6,92%               | 34.015                | 107.546        | 35.081                | 111.529        |
| Lazio                      | 455.591               |                              |                            | 1.539.359      |                       |                     | 457.686               | 1.510.459      | 464.094               | 1.525.471      |

Nel 2015 le 784 imprese operanti nel territorio comunale, che rappresentavano il 2,33% del totale provinciale (33.605 imprese attive), hanno occupato 1.851 addetti, l'1,74% del dato provinciale; in media, ogni impresa nel 2015 ha occupato due addetti (2,36).

### Industria
Fa parte del Distretto tessile della Valle del Liri, un distretto industriale specializzato nell'industria tessile.

### Artigianato
Tra le attività artigianali più tradizionali, diffuse e rinomate vi sono l'arte del ricamo e del merletto.

## Infrastrutture e trasporti

### Strade
Tramite la strada regionale 214 Maria e Isola Casamari (SR 214), già strada statale, è collegato a Frosinone ed ai centri della valle del Liri.

## Amministrazione
Nella riorganizzazione amministrativa che seguì l'annessione Stato Pontificio al Regno d'Italia,, Monte San Giovanni costituì un mandamento del circondario di Frosinone.
Per distinguerlo da Monte San Giovanni in Sabina nel 1872 fu aggiunto al nome della città l'aggettivo "Campano" in ricordo dell'appartenenza della città alla provincia di Campagna e Marittima dello Stato Pontificio.
Nel 1927 Monte San Giovanni Campano passò dalla provincia di Roma alla provincia di Frosinone.
Il 13 giugno 2004 ebbe luogo, con esito negativo, un referendum popolare per il ritorno al nome di "Monte San Giovanni" con l'abolizione dell'appellativo "Campano".

## Sport

### Calcio
- A.S.D. Città Monte S. Giovanni Campano (colori sociali Giallo Blu) che, nel campionato 2023-2024, milita nel campionato di Promozione.
- A.S.D Anitrella Calcio (colori sociali Nero Verde) che, nel campionato 2023-24,  milita nel campionato di Promozione.
- A.S.D Principato Di Colli (colori sociali Bianco Blu) che, nel campionato 2023-24, milita nel campionato di Promozione.
- A.S.D. M.S.G.C. 2018 (colori sociali Bianco Blu) che, nel campionato 2023-24, milita nel campionato maschile di Terza Categoria.

### Impianti sportivi
- Stadio San Marco.
- Stadio Liri.
- Stadio La Ferrara
- Stadio Margherito
- Piscina Comunale[senza fonte]